# Bad Liebenzell
Bad Liebenzell è un comune tedesco di 8 915 abitanti, situato nel land del Baden-Württemberg.